# Paul Gauckler
Paul Gauckler, född 1866, död 1911, var en fransk arkeolog.
Gauckler blev 1895 direktör för antiksamlingarna i Tunis, och ledde under 10 år utgrävningarna i Karthago, Githis med flera platser. 
Bland hans viktigare verk märks Inventaire des mosaïques de la Gaule et de l'Afrique. 2. Afrique proconsulaire (1910) och Basiliques chrétiennes de Tunisie (1913).